# Konstancie Uherská
Konstancie Uherská (maďarsky Konstancia, německy Konstanze von Ungarn, 17. února 1180 Ostřihom – 6. prosince 1240, Předklášteří) byla česká královna a druhá manželka Přemysla Otakara I.

## Původ
Konstancie pocházela z uherského královského rodu Arpádovců, jejími rodiči byli král Béla III. Uherský a Anežka ze Châtillonu. Byla sestrou dvou uherských králů, Emericha a Ondřeje II. Její sestra Markéta se roku 1185 stala byzantskou císařovnou a její teta Alžběta Uherská byla manželkou českého knížete Bedřicha.
Roku 1189 byla Konstancie zasnoubena se synem Fridricha I. Barbarossy, rovněž Fridrichem, který zahynul během křížové výpravy ve Svaté zemi.

## Adléta a Konstancie

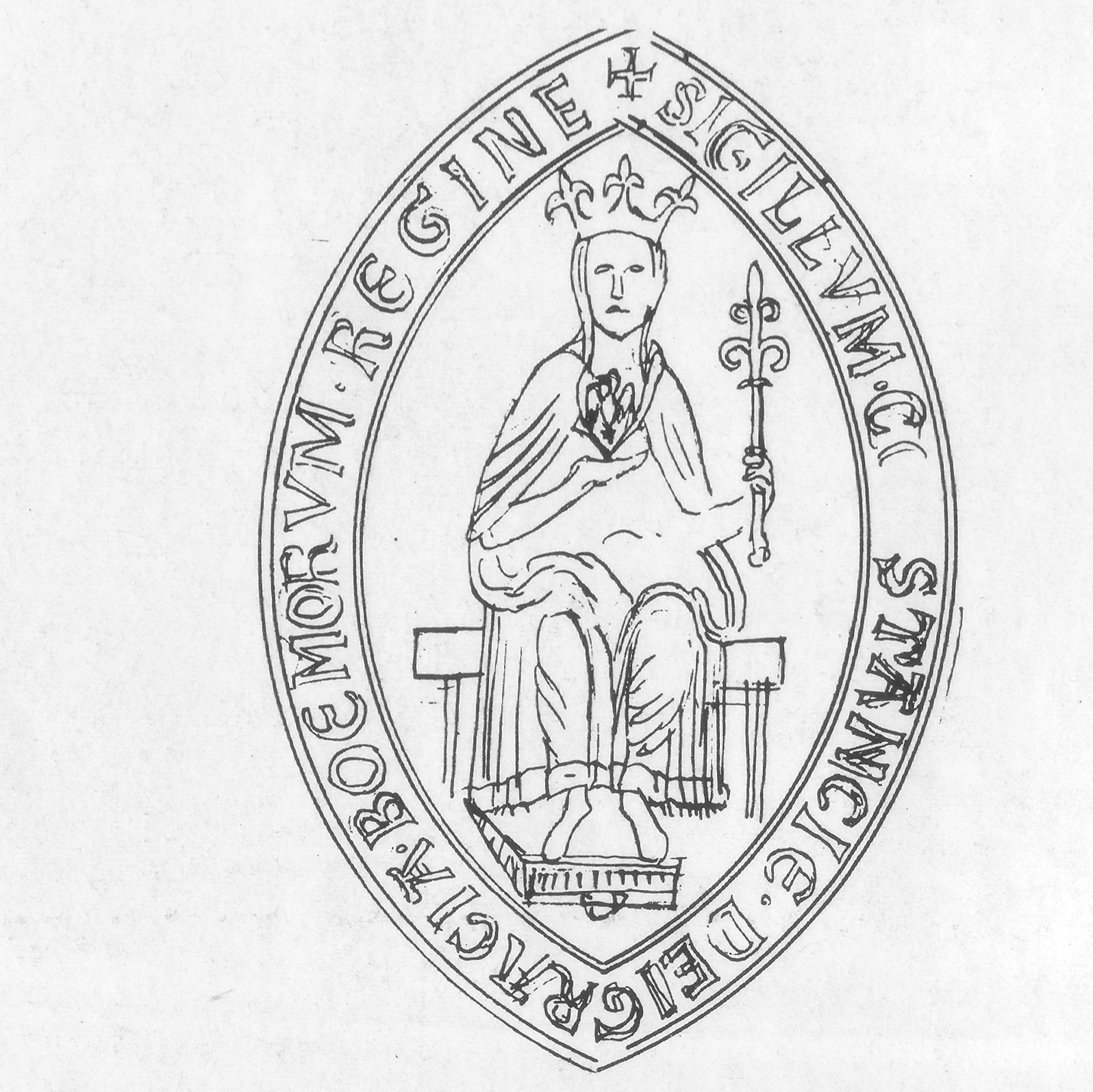
Pečeť královny Konstancie z roku 1229

Koncem roku 1197 se Přemyslu Otakarovi I. podařilo znovu nastoupit na český trůn, avšak manželku Adlétu s dětmi již za sebou do Čech nepustil. Neznáme pohnutky tohoto činu, ale nepochopitelné je zvláště zavržení již dospělého syna Vratislava. Přemyslovi bylo v té době již minimálně čtyřicet let a svým činem riskoval, že přijde o dědice.
V roce 1199 se ambiciózní Přemysl, jehož plánům lépe vyhovovalo manželství s uherskou princeznou než s dcerou „pouhého“ míšeňského markraběte, oženil s Konstancií Uherskou. Přesné datum není známo, ale počátkem roku 1199 se v Uhersku zdržovali čeští vyslanci, kteří zřejmě měli domluvit sňatek. Král byl o asi dvacet nebo pětadvacet let starší než uherská princezna. Z Přemyslova podnětu prohlásil pražský biskup Daniel II. manželství s Adlétou za neplatné. Důvodem mělo být jejich rodové příbuzenství, které z pochopitelných důvodů předchozích dvacet let nikomu nevadilo. Přemysl se však mohl s Konstancií seznámit již dříve osobně a v pozdějším věku tak nalézt manželku, se kterou si i lidsky rozuměl a zažil manželské štěstí, když v předchozím sňatku byla Adléta pouze ženou na politické šachovnici středoevropského prostoru.
Nový Přemyslův sňatek nechtěla uznat Adlétina rodina, papežská kurie a samozřejmě ani sama Adléta. Svých práv se odmítala vzdát, odvolala se přímo k papeži Inocenci III. a v zájmu svých početných dětí zahájila zdlouhavý proces. Papež se konečnému rozhodnutí vyhýbal až do roku 1211, kdy Adléta zemřela. Přemyslův přátelský vztah s Wettiny se změnil v otevřenou nenávist. Soupeřící Štaufové a Welfové se museli smířit s tím, že pokud mají v táboře svých příznivců českého krále, nebudou tam Wettinové a naopak.

## Právoplatná manželka

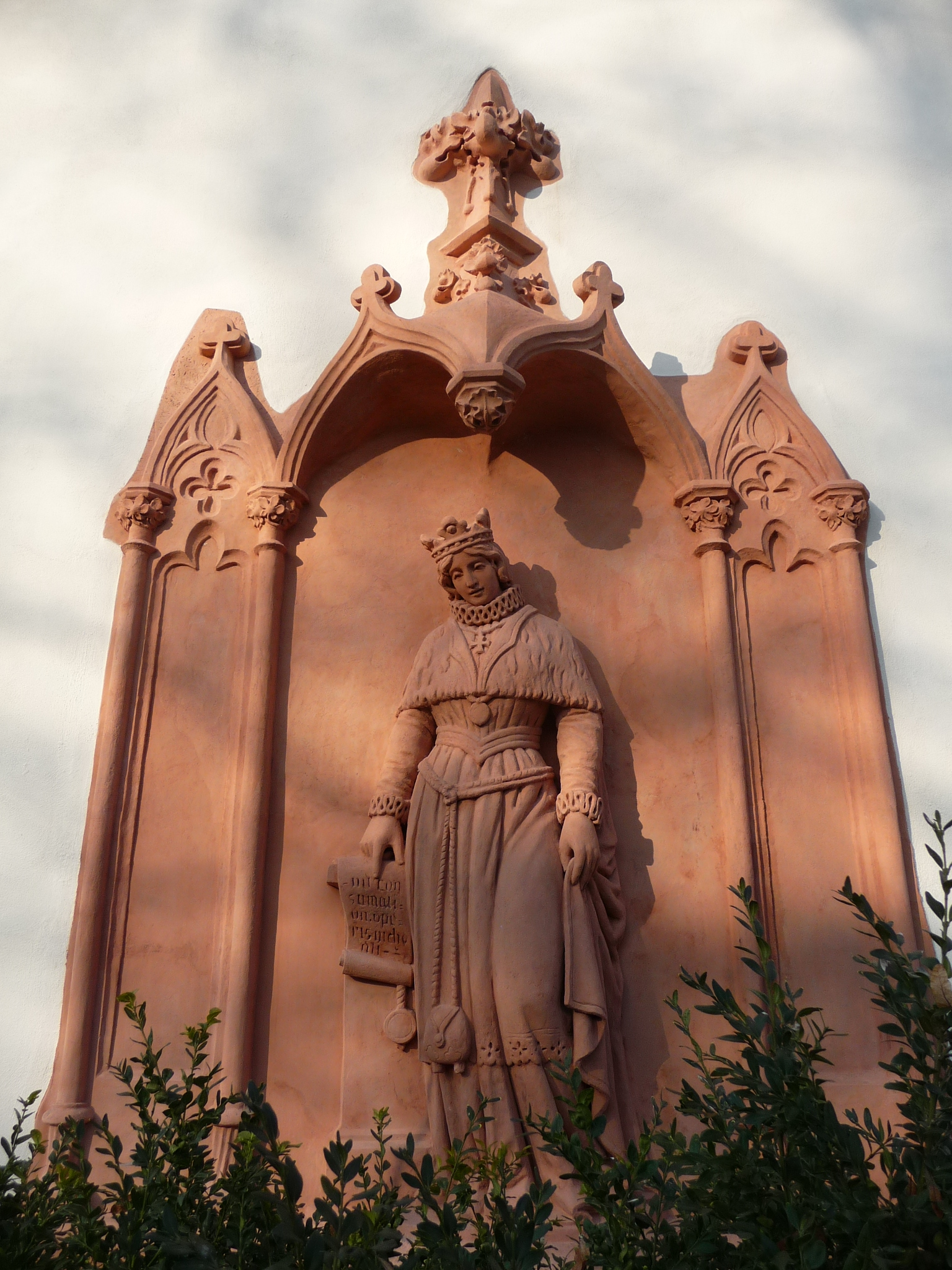
Konstancie Uherská (novogotický reliéf na zdi kláštera Porta Coeli

Králi přinesl sňatek s Konstancií trvalé spojenectví uherských švagrů, ale i mnoho problémů, takže se krátce před rokem 1205 dokonce dočasně vrátil ke stárnoucí Adlétě. V té době už Konstancie porodila Přemyslovi prvorozeného syna Vratislava (1200 – 1201?), který ovšem zemřel, a zřejmě také tři dcery. Konstancie musela opustit i se svými dětmi královský dvůr, dále však žila v Praze, kde také porodila králi syna Václava.
Přemysl tak snad jednal na nátlak Wettinů, se kterými byl dočasně na straně Filipa Švábského v boji o říšský trůn. Výsledkem českého spojenectví s Otou IV. se stal sňatek nejstarší dcery Adléty a Přemysla, Markéty, s dánským králem Valdemarem II.
Ještě roku 1205 byla Adléta spolu se zbývajícími dcerami nucena Čechy definitivně opustit. Konstancie se synem se vrátila na Pražský hrad – její pobyt u dvora je doložen v polovině roku 1205. Král Václava uznal za svého dědice, přestože měl z prvního manželství ještě prvorozeného syna Vratislava.
Papežská kurie rozhodla, že rozluka manželství Přemysla a Adléty je platná. Proti tomuto rozhodnutí vedla Adléta v roce 1207 revizi, svůj spor ovšem definitivně prohrála v roce 1210.
Konstancie Uherská dala do roku 1211, který je uváděn jako datum narození poslední dcery Anežky, život jistě osmi, snad i devíti dětem.

## Královna vdova

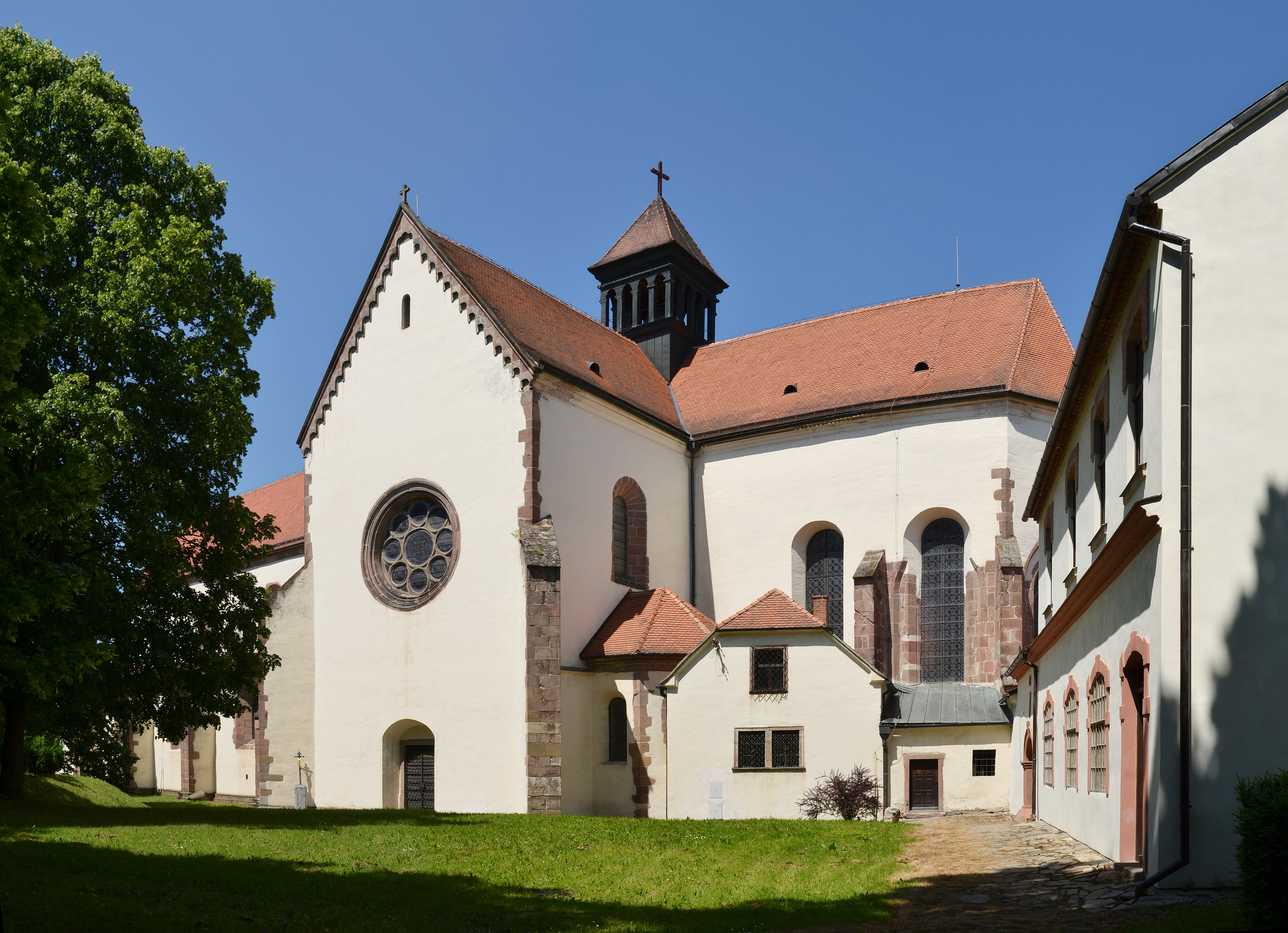
Klášter Porta coeli

Po manželově smrti v roce 1230 se Konstancie věnovala zakladatelské činnosti. Přála si založit v Praze ženský cisterciácký klášter, a proto zakoupila od řádu německých rytířů kostel a další majetek v německé osadě Poříčí. Později však tento kostel s přilehlým dvorcem věnovala špitálu sv. Františka. Nakonec vytoužený klášter založila na Moravě: nejpozději roku 1233 (možná už o tři roky dříve) položila základ konventu Porta Coeli (Brána nebes) v Předklášteří u Tišnova.
Na svého královského syna Václava I. měla společně se svou nejmladší dcerou Anežkou zřejmě větší vliv než manželka Kunhuta Štaufská. Královna vdova se snažila být prostředníkem při bratrských neshodách Václava a ctižádostivého Přemysla. Přemysl byl v roce 1239 pohřben v Porta Coeli, které matce společně s bratrem pomáhal založit. Sama Konstancie v tomto klášteře o rok později, v roce 1240, zemřela a byla pochována.
Počátkem 21. století se Konstancie stala jednou z postav historických románů spisovatelky Ludmily Vaňkové Kdo na kamenný trůn, Cestou krále a Dítě z Apulie.

## Potomci
- Vratislav (1200–1201?)
- Judita Přemyslovna († 1230), korutanská vévodkyně

∞ 1213 Bernard II. Sponheimský (Korutanský)
- Anna Lehnická (1204–1265), polská kněžna

∞ Jindřich II. Pobožný
- Václav I. (1205–1253), český král

∞ 1224 Kunhuta Štaufská
- Vladislav (1207–1227), markrabě moravský
- Přemysl (1209–1239), markrabě moravský

∞ Markéta z Meranu
- Anežka
- Vilemína Česká (1210–1281)?
- Anežka Česká (1211–1282)